# 이별의 부산 정거장
"이별의 부산 정거장"은 1961년 공개된 대한민국의 영화이다.

## 배역
- 최무룡
- 김지미
- 조미령
- 문정숙
- 최은애
- 이예춘
- 황정순
- 서애자
- 김희갑
- 구봉서
- 곽규석
- 김진규